# Newman (Seinfeld)
Newman è un personaggio ricorrente e antagonista nello show televisivo Seinfeld, interpretato da Wayne Knight dal 1992 fino al finale dello show in 1998 e doppiato da Nino Prester nella versione italiana. È l'arci-nemesi di Jerry di e amico di Kramer.
TV Guide lo ha incluso nella loro lista del 2013 dei 60 cattivi più cattivi di tutti i tempi. Nel 2016, Rolling Stone lo ha classificato al 16º posto tra i "40 più grandi cattivi TV di tutti i tempi".

## Background
Newman fa la sua prima apparizione fisica in "Il suicidio", ma è apparso per la prima volta come personaggio nell'episodio precedente "La vendetta", in cui si sente solo la sua voce (inizialmente doppiata da Larry David). Knight ha doppiato il dialogo per le trasmissioni in syndication.
Newman vive nell'appartamento 5E, che è direttamente in fondo al corridoio dall'appartamento di Jerry, 5A. Tuttavia, ci sono incongruenze di continuity riguardo alla sua residenza. Nell'episodio della sesta stagione "La caricatura", l'appartamento di Newman è al 5º piano. Nell'episodio della settima stagione "Voglio dormire", l'appartamento di Newman è 5E. Nell'episodio della nona stagione "Il nascondiglio", tuttavia, un altro uomo, Phil, viene visto entrare nella 5E. Altre volte sembra che Newman viva in una parte dell'edificio completamente diversa da quella di Jerry; in "La partita a golf" Newman saluta Jerry con "cosa ti porta giù nell'ala est?", mentre in "Peccati di gola" Newman dice che George "sta con Jerry nell'ala ovest del edificio"; in "Lo scontro" Kramer dice a Jerry che Newman "ha una ragazza" lassù", riferendosi al suo appartamento.
Newman è stato creato come contrappunto al personaggio di Jerry, anche se il motivo della loro animosità non viene mai rivelato. Seinfeld una volta descrisse Newman come il Lex Luthor del suo Superman.Knight lo ha descritto come "puro malvagio", come ha fatto Jerry nell'episodio "La partita a golf" quando dice "L'ho guardato negli occhi. È puro male".

## Accoglienza ed eredità culturale
In un'intervista a Sacramento Bee, Knight ha spiegato di essere stato fermato una volta da un agente di polizia che si è limitato a fermarlo per dire "Ciao, Newman". Newman è stato classificato n. 1 su TV.com nell'elenco tra i dieci vicini più fastidiosi.
Mike Joy di Fox Sports risponde spesso "Ciao, Newman" quando Ryan Newman vince una gara Monster Energy NASCAR Cup Series. Ciò è accaduto nella gara del 2008 della Daytona 500 e quella del 2017 della Camping World 500.